# Vålerenga Fotball
Pour la section omnisports et féminine, voir Vålerengens IF et Vålerenga Fotball Damer.
Maillots
Actualités
Le Vålerenga Fotball est un club de football norvégien de la ville d'Oslo. Le club présidé par Elin Horn évolue en Eliteserien norvégienne. Il s'agit de la section football du club omnisports du Vålerengens IF. Le club est surnommé Oslo Stolthet, la fierté d'Oslo.

## Repères historiques
Le club est fondé le 29 juillet 1913. 
Il dispute ses matchs à domicile à l'Intility Arena depuis septembre 2017. Il évoluait précédemment au stade national norvégien, l'Ullevaal Stadion, depuis août 2004. Avant cette date, VIF évoluait au Bislett stadion.
Le club participe à sa première compétition internationale lors de la Coupe des villes de foires 1964-1965.
En 1999, il se hisse jusqu'en quarts de finale de la Coupe des coupes, en étant éliminé par Chelsea, le tenant du titre. 
Afin de célébrer son centenaire, Valerenga joue en amical contre le FC Barcelone le 27 juillet 2013.

## Bilan sportif

### Palmarès
- Championnat de Norvège (5)
  - Champion : 1965, 1981, 1983, 1984 et 2005
  - Vice-champion : 1949, 2004 et 2010

- Coupe de Norvège (4)
  - Vainqueur : 1980, 1997, 2002, 2008
  - Finaliste : 1983, 1985

- Supercoupe de Norvège
  - Finaliste : 2009

- Championnat de Norvège de deuxième division (3)
  - Champion : 1997, 2001, 2024

### Bilan par saison
| Saison | Ligue       | Ligue    | Ligue  | Ligue     | Ligue       | Ligue    | Ligue            |
| Saison | Championnat | Position | Points | Victoires | Matchs nuls | Défaites | Meilleur buteur  |
| ------ | ----------- | -------- | ------ | --------- | ----------- | -------- | ---------------- |
| 2018   | Eliteserien | 6ème     | 42     | 11        | 9           | 10       | Sam Johnson (11) |
|        |             |          |        |           |             |          |                  |

### Bilan européen
Légende
- Victoire ou qualification pour le tour suivant.
- Match nul.
- Défaite ou élimination de la compétition.

Note : dans les résultats ci-dessous, le score du club est toujours donné en premier
| Saison    | Compétition                | Tour             | Club                | Domicile             | Extérieur            | Total                |
| --------- | -------------------------- | ---------------- | ------------------- | -------------------- | -------------------- | -------------------- |
| 1964-1965 | Coupe des villes de foires | Premier tour     | Everton FC          | 2 - 5                | 2 - 4                | 4 - 9                |
| 1965-1966 | Coupe des villes de foires | Deuxième tour    | Heart of Midlothian | 1 - 3                | 0 - 1                | 1 - 4                |
| 1966-1967 | Coupe des clubs champions  | Premier tour     | 17 Nëntori Tirana   | Victoire par forfait | Victoire par forfait | Victoire par forfait |
| 1966-1967 | Coupe des clubs champions  | Deuxième tour    | Linfield FC         | 1 - 4                | 1 - 1                | 2 - 5                |
| 1975-1976 | Coupe UEFA                 | Premier tour     | Athlone Town        | 1 - 1                | 1 - 3                | 2 - 4                |
| 1981-1982 | Coupe des coupes           | Premier tour     | Legia Varsovie      | 2 - 2                | 1 - 4                | 3 - 6                |
| 1982-1983 | Coupe des clubs champions  | Premier tour     | Dinamo Bucarest     | 2 - 1                | 1 - 3                | 3 - 4                |
| 1984-1985 | Coupe des clubs champions  | Premier tour     | Sparta Prague       | 3 - 3                | 0 - 2                | 3 - 5                |
| 1985-1986 | Coupe des clubs champions  | Premier tour     | Zénith Léningrad    | 0 - 2                | 0 - 2                | 0 - 4                |
| 1986-1987 | Coupe UEFA                 | Premier tour     | KSK Beveren         | 0 - 0                | 0 - 1                | 0 - 1                |
| 1998-1999 | Coupe des coupes           | Premier tour     | Rapid Bucarest      | 0 - 0                | 2 - 2                | 2E - 2               |
| 1998-1999 | Coupe des coupes           | Deuxième tour    | Beşiktaş JK         | 1 - 0                | 3 - 3                | 4 - 3                |
| 1998-1999 | Coupe des coupes           | Quarts de finale | Chelsea FC          | 2 - 3                | 0 - 3                | 2 - 6                |
| 1999      | Coupe Intertoto            | Premier tour     | FK Ventspils        | 1 - 0                | 0 - 2                | 1 - 2                |
| 1998-1999 | Coupe des coupes           | Premier tour     | Grazer AK           | 0 - 0                | 1 - 1                | 1E - 1               |
| 1998-1999 | Coupe des coupes           | Deuxième tour    | Wisła Cracovie      | 0 - 0                | 0 - 0 ap             | 0 - 0 (4 - 3 tab)    |
| 1998-1999 | Coupe des coupes           | Troisième tour   | Newcastle United    | 1 - 1                | 1 - 3                | 2 - 4                |
| 2005-2006 | Ligue des champions        | Deuxième tour Q  | Haka Valkeakoski    | 1 - 0                | 4 - 1                | 5 - 1                |
| 2005-2006 | Ligue des champions        | Troisième tour Q | Club Bruges         | 1 - 0                | 0 - 1 ap             | 1 - 1 (3 - 4 tab)    |
| 2005-2006 | Coupe UEFA                 | Premier tour     | Steaua Bucarest     | 0 - 3                | 1 - 3                | 1 - 6                |
| 2006-2007 | Ligue des champions        | Deuxième tour Q  | FK Mladá Boleslav   | 2 - 2                | 1 - 3                | 3 - 5                |
| 2007-2008 | Coupe UEFA                 | Premier tour Q   | Flora Tallinn       | 1 - 0                | 1 - 0                | 2 - 0                |
| 2007-2008 | Coupe UEFA                 | Deuxième tour Q  | FK Ekranas          | 6 - 0                | 1 - 1                | 7 - 1                |
| 2007-2008 | Coupe UEFA                 | Premier tour     | Austria Vienne      | 2 - 2                | 0 - 2                | 2 - 4                |
| 2009-2010 | Ligue Europa               | Troisième tour Q | PAOK Salonique      | 1 - 2                | 1 - 0                | 2 - 2E               |
| 2011-2012 | Ligue Europa               | Deuxième tour Q  | Mika Ashtarak       | 1 - 0                | 1 - 0                | 2 - 0                |
| 2011-2012 | Ligue Europa               | Troisième tour Q | PAOK Salonique      | 0 - 2                | 0 - 3                | 0 - 5                |
| 2021-2022 | Ligue Europa Conférence    | Deuxième tour Q  | KAA La Gantoise     | 2 - 0                | 0 - 4                | 2 - 4                |

## Personnalités du club

### Anciens joueurs
- Mohammed Abdellaoue
- Lars Bohinen
- John Carew
- Tore André Flo
- Odd Iversen
- Steffen Iversen
- Ronny Johnsen
- Kjetil Rekdal
- Ronny Johnsen
- Árni Gautur Arason
- Gunnar Heidar Thorvaldsson
- Aki Riihilahti
- Hai Ngoc Tran
- Aron Dønnum